# Too Much (canción)
«Too Much» en español Demasiado es una canción pop de las Spice Girls. La canción fue escrita por Paul Wilson, Andy Watkins y las Spice Girls, y publicada como segundo sencillo de su segundo álbum Spiceworld (1997). 
Se convirtió en el sexto número uno consecutivo en el Reino Unido, donde fue certificado como disco de platino. La canción fue publicada en 1998 en los EE. UU. "Too Much" es también la canción original de su película debut, "Spiceworld".

## Composición e inspiración
La canción fue escrita por Paul Wilson, Andy Watkins y las Spice Girls. Esta es una de las muchas canciones que fueron escritas mientras las Spice Girls estaban rodando su película. Victoria Beckham y Emma Bunton fueron las principales autoras de este sencillo.
La canción del lado B, "Outer Space Girls" se utilizó en los créditos de Daria en el episodio "The Lawndale File". El segundo lado-B, "Walk Of Life", apareció en la banda sonora de "Sabrina, Cosas de brujas".

## Recepción de la crítica
Las remezclas de "Too Much" recibieron diferentes comentarios de los críticos de música. Amanda Murray de Sputnikmusic llama "una gran canción" y añade que "las chicas han mejorado, evidentemente, como cantantes en este disco, y puede que finalmente salgan de los pasajes más difíciles con, al menos, una pizca de convicción". 
David Wild de Rolling Stone dice que en "Too Much" las Spice Girls se ocupan de los problemas de relación "demasiado de algo" y "demasiado de nada", y afirmando que "ahora que han logrado dominar el mundo ya no son las chicas multirraciales británicas, pero sí están en el lado icónico y productos básicos comercializados en masa de los objetos de deseo ". 
El mismo año (1998) en el Premio Golden Raspberry, las chicas ganaron un Razzie a las peores actrices. "Too Much" también fue nominado para peor canción original, pero perdió frente a "I wannabe Mike Otzbick" de la película que ganó peor imagen, "Burn Hollywood Burn" de Alan Smithee Film.

## Vídeo musical
El video fue dirigido por Howard Greenhalgh, que también dirigió videos para Elton John y Pet Shop Boys.
Existen dos versiones del mismo: el original, y una versión que incluye escenas de su película debut "Spice World" (1997), este último se encuentra en el DVD de su álbum de grandes éxitos. 
El vídeo musical muestra características de cada Spice Girl en su propia escena. La pista se acortó en la final, omitiendo la repetición durante el último coro. 
Melanie B aparece en un polígono industrial, cantando encima de un tanque y atada con municiones, en una escena en una guerra apocalíptica; este segmento se basa en Mad Max. Emma aparece en un dormitorio vestida con pijama blanco, mientras que los objetos flotan a su alrededor libremente; su escenario se basa en Poltergeist. Melanie C aparece vestida con un kimono rojo y pantalón negro, con el cabello recogido en una "cola de caballo", su escenario se basa en El año del dragón. Geri Halliwell aparece en una escena de Casablanca. Aparece en el escenario con un largo y blanco vestido con un grupo de marineros bailando a su alrededor. Victoria Beckham se muestra en hangar de misiles, cerca a un misil a punto de ser disparado, vestida de negro y con el pelo largo imitando a Catwoman de Batman.

## Presentación en las listas
En el Reino Unido, se convirtió en un número uno durante dos semanas, llegando al número uno de la Navidad de 1997, vendiendo 252 000 copias en su primera semana. El sencillo se acreditó como platino, y pasó quince semanas en el Top 75. "Too Much" es también la 22.ª más vendida de 1997, y la 100 en 1998, así como la 76 ª más vendida de la década de 1990. 
En Europa, la reacción a "Too Much" fue en general positiva, aunque no tan abrumadora como sus versiones anteriores. Llegó a la tercera posición en Finlandia y el euro Hot 100. En Francia llegaron a un máximo de veinte, con quince semanas permanecen en los charts y recibieron una certificación de plata por el SNEP. En Irlanda llegaron al número 3, y en Suecia al Top 10. 
En Nueva Zelanda el sencillo debutó el 21 de diciembre de 1997 en el número de veinte, alcanzando el nueve durante dos semanas, y permaneció doce semanas en lista. En Australia el sencillo debutó el 25 de enero de 1998 en el número veinte y nueve, y alcanzó la posición cinco semanas después. Se quedó quince semanas en la lista y recibió una certificación de oro por el ARIA. 
En Brasil la canción fue muy popular, permaneciendo en la cima de las listas durante cuatro semanas y  veintisiete semanas en total. Terminó en el número once al finalizar el año 1997. 
En los EE. UU., "Too Much" hizo mejor que su predecesor, "Spice Up Your Life", y obtuvo una buena radiodifusión, pero una vez más, no fue tan extensa. Sin embargo, las grandes ventas y la gran difusión en radio  garantizaron que se convirtiese en un éxito. Llegó a alcanzar el número nueve, más elevado que "Spice Up Your Life". En Canadá la canción también llegó al número nueve.

## Presentaciones en vivo

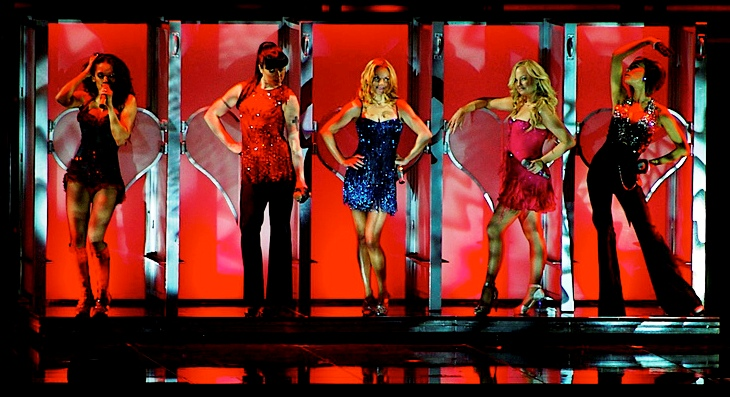
Spice Girls presentando la canción en Toronto.

Al igual que "Spice Up Your Life", "Too Much" fue cantada en un concierto en directo el 13 de octubre de 1997, realizado en el estadio Abdi Ipekci en Estambul, Turquía. La canción se incluyó en el Spiceworld Tour en 1998 y, después de la salida del grupo de Geri sus partes fueron tomadas por Emma. 
En "Spiceworld: the movie", durante los créditos de apertura, las cinco están interpretando "Too Much", rodeadas por los medios de comunicación y fotógrafos de diversos programas de televisión y revistas. También están presentes cientos de seguidores. Cuando la canción termina, el público aplaude y anima a las chicas, y la película avanza a la primera escena. Esta canción fue la única canción - junto con "Spice Up Your Life" - que se muestra casi en su totalidad en la película. 
Un tempo-versión de "Too Much" se realizó en la inauguración de la gira de reunión, The Return of The Spice Girls Tour en Vancouver, lo que resultó popular entre los asistentes. La versión de Jazz de "Too Much" se ha llevado a cabo en cada concierto de The Return of The Spice Girls Tour.

## Formatos y listado de canciones
| - UK CD1/CD Brasileño/CD Holandés 1. «Too Much» [Radio Edit] - 3:51 2. «Outer Space Girls» - 3:58 3. «Too Much» [Soulshock & Karlin Remix] - 3:52 - UK CD2/CD2 Australiano/CD Sudafricano/Taiwan CD2 1. «Too Much» [Radio Edit] - 3:51 2. «Too Much» [Versión orquestal] - 4:38 3. «Walk of Life» - 4:16 - CD1 Australiano/CD1 Europeo/Taiwan CD1 1. «Too Much» [Radio Edit] - 3:51 2. «Outer Space Girls» - 3:58 3. «Spice Up Your Life» [Murk Havana FM Radio Mix] - 3:39 | - CD2 Europeo/CD Francés 1. «Too Much» [Radio Edit] - 3:51 2. «Outer Space Girls» - 3:58 - CD Japonés 1. «Too Much» [Radio Edit] - 3:51 2. «Too Much» [Versión orquestal] - 4:38 3. «Walk Of Life» - 4:16 4. «Outer Space Girls» - 3:58 - CD en EE.UU./CD Canadiense 1. «Too Much» [Radio Edit] - 3:51 2. «Too Much» [Versión orquestal] - 4:38 3. «Too Much» [Soulshock & Karlin Remix] - 3:52 4. «Outer Space Girls» - 3:58 |

## Listas y certificaciones

### Posiciones en las listas
| Lista de sencillos (1997) | Posición [cita requerida] |
| ------------------------- | ------------------------- |
| U.K. Singles Chart        | 1                         |
| Euro Hot 100              | 3                         |
| Finlandia                 | 3                         |
| Irlanda                   | 4                         |
| Letonia                   | 7                         |
| Nueva Zelanda             | 9                         |
| España                    | 9                         |
| Italia                    | 10                        |
| Bélgica                   | 12                        |
| Austria                   | 15                        |
| Holanda Top 40            | 15                        |
| Suecia                    | 18                        |
| Suiza                     | 18                        |
| Francia                   | 20                        |
| Alemania                  | 21                        |

| Lista (1998)                                | Posición [cita requerida] |
| ------------------------------------------- | ------------------------- |
| Brasil Hot 100                              | 1                         |
| Australia                                   | 9                         |
| Canadá Singles & Tracks                     | 9                         |
| EE. UU. ARC Weekly Top 40                   | 9                         |
| Billboard Hot 100 de EE. UU.                | 9                         |
| Billboard Top 40 Mainstream de EE. UU.      | 21                        |
| Billboard Hot Adult Contemporary de EE. UU. | 23                        |
| Billboard Rhythmic Top 40 de EE. UU.        | 23                        |

| País         | Certificación | Ventas     |
| ------------ | ------------- | ---------- |
| Australia    | Oro           | 35 000+    |
| Francia      | Plata         | 100 000+   |
| Reino Unido  | Platino       | 657 000+   |
| Mundialmente |               | 1 400 000+ |

- Datos: Q733309